# Said Zaidi
Said Zaidi (arab. سعيد الزايدي, ur. 1 października 1986) – marokański piłkarz, grający jako prawy obrońca w Chabab Ben Guerir.

## Klub

### Początki
Zaczynał karierę w Wydad Casablanca, gdzie grał jako junior i senior.

### Chabab Rif Al Hoceima
1 stycznia 2011 roku przeniósł się do Chabab Rif Al Hoceima.
W sezonie 2011/2012 (pierwszym w bazie Transfermarkt) zagrał 12 spotkań.
W sezonie 2012/2013 wystąpił w 21 meczach.
22 mecze i trzy asysty miał na koncie w sezonie 2013/2014.
W sezonie 2014/2015 zagrał 7 meczów.

### Hassania Agadir
12 stycznia 2015 roku przeniósł się do Hassania Agadir. W tym zespole debiut zaliczył 25 stycznia 2015 roku w meczu przeciwko Kawkab Marrakesz (porażka 0:1). Grał całą drugą połowę. Łącznie zagrał 37 spotkań.

### Chabab Ben Guerir
1 stycznia 2018 roku, po półrocznym okresie bycia bez klubu, dołączył do Chabab Ben Guerir.